# Binotia messmeriana
Binotia messmeriana es una especie de orquídea epifita originaria de Brasil. 
En la última modificación de 2014 en The Plant List ha sido clasificada como un sinónimo de Gomesa messmeriana (Campacci) Laitano.

## Descripción
Es una orquídea de tamaño pequeño que prefiere el clima cálido, es epífita y tiene pseudobulbos oblongos y comprimidos lateralmente con vainas y dos hojas apicales, de color verde, herbáceas, lanceoladas , ligeramente encorvadas y agudas. Florece  en una inflorescencia en forma de racimo, basal, delgada de 20 cm de largo, con muchas flores de 2.2 cm de longitud, abiertas al mismo tiempo. La floración se produce  en la primavera.

## Distribución y hábitat
Se encuentra  en el estado de Río de Janeiro de Brasil en la selva tropical del Atlántico, en alturas de 1500 metros.

## Taxonomía
Binotia messmeriana fue descrito por Marcos Antonio Campacci y publicado en Bulletin of Coordenadoria das Associacoes Orquidófilas do Brasil 57: 24. 2005.
Etimología
Binotia: nombre genérico que fue otorgado en homenaje a la familia Binot-Verboonen de orchidarium Binot en Petrópolis, en Río de Janeiro. Esta casa de comercio de orquídeas fue fundada por Pedro María Binot en 1870 y todavía está en actividad, es una de las más antiguas de las que se tiene  noticia en el mundo.
messmeriana: epíteto que significa la "de Messmer" (Entusiasta brasileño de las orquídeas y descubridor de las especies actuales). 